# Moritz Frauscher
Moritz Frauscher (* 13. August 1859 in Mattighofen; † 1. Februar 1916 in Wien) war ein österreichischer Sänger.

## Leben
Als Sohn eines Notars geboren, studierte Frauscher Rechtswissenschaften in Wien und Graz. Während seines Studiums wurde er 1877 Mitglied der Burschenschaft Libertas Wien. Er wandte sich der Musik zu, nahm Gesangsunterricht in Wien und wurde als Bassist bekannt. So trat er 1889 in Nürnberg auf, sang 1890 am Stadttheater Gent, 1891 am Stadttheater Bremen, 1893 am Stadttheater Breslau, 1894 am Stadttheater Zürich und 1895 am Deutschen Theater Prag. Von 1896 bis 1899 war er im Ensemble am Stuttgarter Hoftheater, bevor er 1899 an die Wiener Hofoper ging und dort bis 1904 zum Ensemble gehörte. Er nahm an den Bayreuther Festspielen teil und reiste für Gastspiele durch Deutschland und Belgien. Er war auch als Oratoriensänger bekannt. Er war Professor an der Akademie für Musik und darstellende Kunst in Wien. Die Sopranistin Erika Frauscher war seine Nichte. Sein Grab befindet sich auf dem Friedhof in Mödling.